# ゴンサロ・モンティエル
ゴンサロ・アリエル・モンティエル（スペイン語: Gonzalo Ariel Montiel、スペイン語発音: [ɡonˈsalo monˈtjel]、1997年1月1日 - ）は、アルゼンチン・ゴンサレス・カタン出身のサッカー選手。アルゼンチン・プリメーラ・ディビシオン・リーベル・プレート所属。アルゼンチン代表。ポジションはDF。

## 経歴

### クラブ
リーベル・プレートの下部組織出身でトップチームに昇格。プロ初出場は2016年4月30日であった。
2021年8月13日、セビージャと5年契約を結んだことが発表された。加入後はベテランのヘスス・ナバスとポジションを争う形になったが、2021-22シーズンはリーグ戦18試合に出場した。翌シーズンのUEFAヨーロッパリーグ決勝では、ローマとの一戦で先発フル出場し、1-1で迎えたPK戦でチーム4人目のキッカーを務め、これを決めたことでセビージャの通算7度目の優勝が決定した。
2023年8月23日、2023-24シーズンはノッティンガム・フォレストへレンタル移籍することが決定した。
2025年1月20日、3年半ぶりにリーベル・プレートに復帰した。

### 代表
U-20代表として2017 FIFA U-20ワールドカップに出場した。
2019年3月にアルゼンチン代表初招集。同月22日に行われたベネズエラ代表戦で代表初出場。
2022年11月、ワールドカップカタール大会のメンバーに選出。グループリーグではメキシコ戦で先発出場を果たした。準々決勝のオランダ戦では106分から途中出場し、PK戦で3人目のキッカーとしてPKを成功させた。決勝のフランス戦でも91分から途中出場し116分にPKを献上するも、PK戦で4人目のキッカーとして登場し最後に決めアルゼンチンを36年ぶり3回目の優勝に導いた。

## 人物
自身が育ったブエノスアイレス州のゴンサロ・カタンは州内で最も治安の悪い地域であり、モンティエルがまだ7歳の時に祖父が仕事でのいざこざから射殺されている。

## 代表歴

### 出場大会など
- アルゼンチン代表
  - コパ・アメリカ2021
  - 2022 FIFAワールドカップ
  - コパ・アメリカ2024

### 試合数
- 国際Aマッチ 36試合 1得点（2019年 - ）[10]

| アルゼンチン代表 | 国際Aマッチ | 国際Aマッチ |
| 年               | 出場        | 得点        |
| ---------------- | ----------- | ----------- |
| 2019             | 4           | 0           |
| 2020             | 4           | 0           |
| 2021             | 5           | 0           |
| 2022             | 9           | 0           |
| 2023             | 2           | 1           |
| 2024             | 12          | 0           |
| 通算             | 36          | 1           |

| No. | 開催日        | 開催地                                                                                   | 対戦国     | スコア | 結果 | 大会     |
| --- | ------------- | ---------------------------------------------------------------------------------------- | ---------- | ------ | ---- | -------- |
| 1   | 2023年3月28日 | アルゼンチン・サンティアゴ・デル・エステロ、エスタディオ・ウニコ・マドレ・デ・シウダデス | キュラソー | 7-0    | 7-0  | 親善試合 |

## タイトル

### クラブ
リーベル・プレート
- コパ・アルヘンティーナ: 2015-16, 2016-17, 2018-19
- レコパ・スダメリカーナ: 2016
- スーペルコパ・アルヘンティーナ: 2017, 2019
- コパ・リベルタドーレス: 2018
- プリメーラ・ディビシオン: 2021

セビージャ
- UEFAヨーロッパリーグ: 2022-23

### 代表
アルゼンチン代表
- コパ・アメリカ: 2021, 2024
- FIFAワールドカップ: 2022